# Mark Isham
Mark Ware Isham est un trompettiste, claviériste et compositeur de jazz, de musique électronique et de musiques de films né le 7 septembre 1951 à New York (États-Unis). Considéré comme l'un des artistes phares du jazz de chambre, il est l'auteur d'innombrables musiques de films. 
Il a notamment composé la bande originale de plusieurs films de Robert Redford et Robert Altman, ainsi que des deux premiers films réalisés par Jodie Foster. De 1985 à 2000, il fut le compositeur attitré du réalisateur Alan Rudolph, pour qui il a également été acteur dans Bienvenue au Paradis (Made in Heaven). En 1998, il réalise aussi son premier film : The Cowboy and the Ballerina.
Mark Isham est l'une des nombreuses célébrités américaines adeptes de la scientologie.

## Discographie

### Bandes originales de films

#### Années 1980
- 1983 : Un homme parmi les loups (Never Cry Wolf) de Carroll Ballard
- 1984 : Mrs. Soffel de Gillian Armstrong
- 1985 : Wanda's Café (Trouble in Mind) d'Alan Rudolph
- 1986 : Hitcher (The Hitcher) de Robert Harmon
- 1987 : Bienvenue au Paradis (Made in Heaven) d'Alan Rudolph
- 1988 : Les Modernes (The Moderns) d'Alan Rudolph
- 1988 : La Bête de guerre (The Beast of War) de Kevin Reynolds

#### Années 1990
- 1990 : Everybody Wins de Karel Reisz
- 1990 : L'Amour poursuite (Love at Large) d'Alan Rudolph
- 1990 : Le Mystère von Bülow (Reversal of Fortune) de Barbet Schroeder
- 1991 : Pensées mortelles (Mortal Thoughts) d'Alan Rudolph
- 1991 : Crooked Hearts de Michael Bortman
- 1991 : Point Break de Kathryn Bigelow
- 1991 : Le Petit Homme (Little Man Tate) de Jodie Foster
- 1991 : Billy Bathgate de Robert Benton
- 1992 : Section 44 (A Midnight Clear) de Keith Gordon
- 1992 : Cool World de Ralph Bakshi
- 1992 : Et au milieu coule une rivière (A River Runs Through It) de Robert Redford
- 1992 : L'Œil public (The Public Eye) de Howard Franklin
- 1992 : Des souris et des hommes (Of Mice and Men) de Gary Sinise
- 1993 : Cavale sans issue (Nowhere to Run) de Robert Harmon
- 1993 : Visiteurs extraterrestres (Fire in the Sky) de Robert Lieberman
- 1993 : Made in America de Richard Benjamin
- 1993 : Short Cuts de Robert Altman
- 1993 : Romeo Is Bleeding de Peter Medak
- 1994 : Guet-apens (The Getaway) de Roger Donaldson
- 1994 : Poucelina (Thumbelina) de Don Bluth et Gary Goldman
- 1994 : Les Leçons de la vie (The Browning Version), de Mike Figgis
- 1994 : Mrs Parker et le Cercle vicieux (Mrs. Parker and the Vicious Circle) d'Alan Rudolph
- 1994 : Quiz Show de Robert Redford
- 1994 : Timecop de Peter Hyams
- 1994 : Nell de Michael Apted
- 1994 : Loin des yeux, près du cœur (Safe Passage) d'Allan Ackerman
- 1995 : Miami Rhapsodie (Miami Rhapsody) de David Frankel
- 1995 : Losing Isaiah : Les Chemins de l'amour (Losing Isaiah) de Stephen Gyllenhaal
- 1995 : Traque sur Internet (The Net) d'Irwin Winkler
- 1995 : Week-end en famille (Home for the Holidays) de Jodie Foster
- 1996 : Dernière Danse (Last Dance) de Bruce Beresford
- 1996 : L'Envolée sauvage (Fly Away Home) de Carroll Ballard
- 1997 : Dans l'ombre de Manhattan (Night Falls on Manhattan) de Sidney Lumet
- 1997 : L'Amour... et après (Afterglow) d'Alan Rudolph
- 1997 : Le Collectionneur (Kiss the Girls) de Gary Fleder
- 1997 : L'Éducation de Little Tree (The Education of Little Tree) de Richard Friedenberg
- 1998 : The Gingerbread Man de Robert Altman
- 1998 : Blade de Stephen Norrington
- 1998 : Free Money d'Yves Simoneau
- 1999 : Premier Regard (At First Sight) d'Irwin Winkler
- 1999 : American Boys (Varsity Blues) de Brian Robbins
- 1999 : Breakfast of Champions d'Alan Rudolph
- 1999 : Ciel d'octobre (October Sky) de Joe Johnston
- 1999 : Sexe attitudes (Body Shots) de Michael Cristofer

#### Années 2000
- 2000 : L'Enfer du devoir (Rules of Engagement) de William Friedkin
- 2000 : En toute complicité (Where the Money Is) de Marek Kanievska
- 2000 : Trixie de Alan Rudolph
- 2000 : Les Chemins de la dignité (Men of Honor) de George Tillman Jr.
- 2001 : Save the Last Dance de Thomas Carter
- 2001 : La Maison sur l'océan (Life as a House) d'Irwin Winkler
- 2001 : Hardball (Hard Ball) de Brian Robbins
- 2001 : Pas un mot (Don't Say a Word) de Gary Fleder
- 2001 : Impostor de Gary Fleder
- 2001 : The Majestic de Frank Darabont
- 2002 : Moonlight Mile de Brad Silberling
- 2003 : Lady Chance (The Cooler) de Wayne Kramer
- 2004 : Spartan de David Mamet
- 2004 : Miracle de Gavin O'Connor
- 2004 : Highwaymen : La Poursuite infernale (Highwaymen) de Robert Harmon
- 2004 : Instincts meurtriers (Twisted) de Philip Kaufman
- 2004 : Collision de Paul Haggis
- 2005 : Zig Zag, l'étalon zébré (Racing Stripes) de Frederik Du Chau
- 2005 : Match en famille (Kicking and Screaming) de Jesse Dylan
- 2005 : In Her Shoes de Curtis Hanson
- 2006 : La Peur au ventre (Running Scared) de Wayne Kramer
- 2006 : Antartica, prisonniers du froid (Eight Below) de Frank Marshall
- 2006 : Le Dahlia noir (The Black Dahlia) de Brian De Palma
- 2006 : Invincible de Ericson Core
- 2006 : Bobby d'Emilio Estevez
- 2007 : Écrire pour exister (Freedom Writers) de Richard LaGravenese
- 2007 : Gracie de Davis Guggenheim
- 2007 : Next de Lee Tamahori
- 2007 : Dans la vallée d'Elah (In the Valley of Elah) de Paul Haggis
- 2007 : Reservation Road de Terry George
- 2007 : Lions et Agneaux (Lions for Lambs) de Robert Redford
- 2007 : The Mist de Frank Darabont
- 2008 : The Women de Diane English
- 2008 : Le Secret de Lily Owens (The Secret Life of Bees) de Gina Prince-Bythewood
- 2008 : Le Prix de la loyauté (Pride and Glory) de Gavin O'Connor
- 2008 : The Express (L'Express) de Gary Fleder
- 2009 : Not Forgotten de Dror Soref
- 2009 : Ma mère, ses hommes et moi (My One and Only) de Richard Loncraine
- 2009 : Droit de passage (Crossing Over) de Wayne Kramer
- 2009 : Bad Lieutenant : Escale à La Nouvelle-Orléans (The Bad Lieutenant: Port of Call New Orleans) de Werner Herzog
- 2009 : Fame de Kevin Tancharoen

#### Années 2010
- 2010 : The Crazies de Breck Eisner
- 2010 : La Conspiration (The Conspirator)  de Robert Redford
- 2011 : Le Flingueur (The Mechanic) de Simon West
- 2011 : Warrior de Gavin O'Connor
- 2011 : L'Incroyable Histoire de Winter le dauphin (Dolphin Tale) de Charles Martin Smith
- 2012 : The Lucky One de Scott Hicks
- 2012 : 12 heures (Stolen) de Simon West
- 2012 : 48 heures chrono (The Factory) de Morgan O'Neill
- 2013 : The Inevitable Defeat of Mister and Pete de George Tillman Jr.
- 2013 : 42 de Brian Helgeland
- 2013 : Homefront de Gary Fleder
- 2013 :  Conjuring : Les Dossiers Warren : Family Theme de James Wan
- 2014 : Beyond the Lights de Gina Prince-Bythewood
- 2015 : Chemins croisés (The Longest Ride) de George Tillman Jr.
- 2015 : Insurrection (Septembers of Shiraz) de Wayne Blair
- 2015 : Papa Hemingway in Cuba de Bob Yari
- 2016 : La Fabuleuse Gilly Hopkins (The Great Gilly Hopkins) de Stephen Herek
- 2016 : Mr. Church de Bruce Beresford
- 2016 : Mechanic: Resurrection de Dennis Gansel
- 2016 : Last Call (A Family Man) de Mark Williams
- 2016 : Mr. Wolff (The Accountant) de Gavin O'Connor
- 2016 : Fallen de Scott Hicks
- 2017 : Megan Leavey de Gabriela Cowperthwaite
- 2017 : Sun Dogs de Jennifer Morrison
- 2017 : Instrument of War d'Adam Thomas Anderegg
- 2018 : Destination Pékin ! (Duck Duck Goose) de Christopher Jenkins

#### Années 2020
- 2020 : Bill et Ted sauvent l'univers (Bill and Ted Face the Music) de Dean Parisot
- 2020 : The Good Criminal (Honest Thief) de Mark Williams
- 2021 : Judas and the Black Messiah de Shaka King
- 2022 : Blacklight de Mark Williams
- 2022 : Un Talent en or massif de Tom Gormican

### Bandes originales de séries télévisées
- 1994 : Chicago Hope : La Vie à tout prix (Chicago Hope) (pilote)
- 1996 : EZ Streets (2 épisodes)
- 1997 : Michael Hayes (1 épisode)
- 1999-2000 : Associées pour la loi (Family Law) (18 épisodes)
- 2007 : The Black Donnellys (13 épisodes)
- 2008 : Crash (26 épisodes)
- 2011-2018 : Once Upon a Time (110 épisodes)
- 2012 : Beauty and the Beast (1 épisode)
- 2013 : Mob City (6 épisodes)
- 2013-2014 : Once Upon a Time in Wonderland (7 épisodes)
- 2015 : Blood & Oil (10 épisodes)
- 2015-2016 : American Crime (15 épisodes)
- 2018 : Cloak & Dagger (10 épisodes)
- 2021 : The Nevers

### Bandes originales de téléfilms
- 1990 : Tibet
- 1992 : Sketch Artist
- 1996 : Gotti
- 1997 : Vengeance par amour (The Defenders: Payback)
- 1998 : The Defenders: Choice of Evils
- 1998 : The Defenders: Taking the First
- 2001 : From the Ground Up
- 2008 : The Courier/2.0
- 2014 : Once Upon a Time: Storybrooke Has Frozen Over
- 2015 : Dark Swan Rises: A Once Upon a Time Fan Celebration
- 2016 : Once Upon a Time: Evil Reigns Once More
- 2017 : Once Upon a Time: The Final Battle Begins

### Bandes originales de documentaires
- 1984 : The Times of Harvey Milk
- 1986 : Portraits of Anorexia
- 1993 : Hidden Hawaii
- 1998 : The Blood Tide
- 1999 : Galapagos: The Enchanted Voyage
- 2001 : The Making of 'Life as a House'
- 2001 : Character Building: Inside 'Life as a House'
- 2003 : The Hitcher: 'How Do These Movies Get Made?'
- 2006 : Running Scared: Through the Looking Glass
- 2008 : When Darkness Came: The Making of 'The Mist'
- 2013 : Once Upon a Time: The Price of Magic
- 2013 : Once Upon a Time: Journey to Neverland
- 2014 : Once Upon a Time: Wicked Is Coming
- 2017 : Let It Fall: Los Angeles 1982-1992
- 2018 : Lady Luck: The Making of The Cooler

### Participations
- 1979 : Into the Music de Van Morrison (Polydor) avec Ry Cooder
- 1990 : "The Emperors's new clothes", un conte pour enfant lu par John Gielgud sur une musique de Mark Isham (Rabbit Ears records)
- 2007 : Water Line de Sage Francis (Epitaph Records) sur l'album Human the Death Dance

### DVD
- 2003 : Sound Stage de Lyle Lovett avec Randy Newman

## Filmographie
En tant que réalisateur
- 1998 : The Cowboy and the Ballerina

En tant que scénariste
- 1998 : The Cowboy and the Ballerina

En tant qu'acteur
- 1987 : Bienvenue au Paradis (Made in Heaven) d'Alan Rudolph : Zeus (keyboards)